# Горный (Предгорный район)
Го́рный — посёлок в Предгорном районе (муниципальном округе) Ставропольского края России.

## География
Расстояние до краевого центра: 140 км.
Расстояние до районного центра: 8 км.

## История
До 16 марта 2020 года посёлок входил в упразднённый Ессентукский сельсовет.

## Население
| 1989 | 2002  | 2010 | 2014  | 2021  |
| ---- | ----- | ---- | ----- | ----- |
| 970  | ↗1083 | ↘955 | ↗1000 | ↗1086 |

По данным переписи 2002 года, в национальной структуре населения преобладают русские (84 %).

## Инфраструктура
- Дом Культуры — ул. Северная 1-а.
- Районная детская библиотека — филиал № 15 — ул. Зелёная,11.
- Фельдшерско-акушерский пункт посёлка Горный — ул. Северная,5.

## Образование
- Детский сад № 29 общеразвивающего вида с приоритетным осуществлением физического направления развития воспитанников[8]
- Основная общеобразовательная школа № 21[9]

## Кладбище
В границах посёлка находится общественное открытое кладбище площадью 95 238 м².

## Памятники археологии
Согласно Постановлению главы администрации Ставропольского края
| Название                              | Временной период            | Место положение                                                             |
| ------------------------------------- | --------------------------- | --------------------------------------------------------------------------- |
| 837. Курганная группа «Подгорная — 1» | III — II тыс. до н. э.      | 2 — 2,5 км севернее посёлка Горный, терраса левого берега реки Юца          |
| 838. Курган «Подгорный — 2»           | III — II тыс. до н. э.      | 3,5 — 3,8 км северо-восточнее посёлка Горный терраса левого берега реки Юца |
| 839. Поселение "Совхоз «Кисловодский» | кон. II — нач. I тыс. н. э. | Посёлок Горный, усадьба совхоза «Кисловодский»                              |
| 840. Курган «Горный» (б. Малахова)    | кон. II — нач. I тыс. н. э. | 2,5 км юго-восточнее посёлка Горный, на возвышенной террасе                 |

## Улицы
В селе 28 улиц и 6 переулков.